# Halecium luteum
Halecium luteum är en nässeldjursart som beskrevs av Watson 1975. Halecium luteum ingår i släktet Halecium och familjen Haleciidae. Inga underarter finns listade i Catalogue of Life.